# Juan Miguel Mercado
Juan Miguel Mercado Martin (Granada, 8 juli 1978) is een Spaans voormalig wielrenner. 

## Carrière
Juan Miguel Mercado brak door bij de Banesto-formatie, waaronder hij onder andere de Ronde van Burgos en de Catalaanse Week won. Hij vertrok naar de Belgische Quick-Step ploeg. Daar won hij onder andere een etappe in de Tour en het eindklassement in de Ronde van Oostenrijk, beide in 2004. Ploegleider Patrick Lefevere zag het echter niet meer in hem zitten en in 2006 vertrok hij naar de kleine Franse ploeg Agritubel.

## Belangrijkste overwinningen
2001
- 2e etappe Ronde van Burgos
- Eindklassement Ronde van Burgos
- 5e etappe Ronde van Spanje

2002
- Eindklassement Catalaanse Week
- 4e etappe Ronde van Castilië en Leon
- Eindklassement Ronde van Castilië en Leon

2003
- 6e etappe Dauphiné Libéré
- Jongerenklassement Dauphiné Libéré

2004
- 3e etappe Ronde van Trentino
- 18e etappe Ronde van Frankrijk

2005
- Eindklassement Ronde van Oostenrijk

2006
- 10e etappe Ronde van Frankrijk

## Resultaten in voornaamste wedstrijden
| Jaar | Ronde van Italië | Ronde van Frankrijk | Ronde van Spanje |
| ---- | ---------------- | ------------------- | ---------------- |
| 2000 |                  |                     |                  |
| 2001 |                  |                     | 5e (1)           |
| 2002 |                  |                     | opgave           |
| 2003 |                  | 36e                 | 56e              |
| 2004 |                  | 37e (1)             |                  |
| 2005 |                  |                     | 9e               |
| 2006 |                  | opgave (1)          |                  |
| 2007 |                  | 80e                 |                  |

| Jaar | Luik-Bast.‑Luik | Ronde van Lombardije |  | Wereldranglijsten |
| ---- | --------------- | -------------------- |  | ----------------- |
| 2000 | 99e             |                      |  |                   |
| 2001 |                 |                      |  |                   |
| 2002 |                 |                      |  |                   |
| 2003 |                 |                      |  |                   |
| 2004 |                 |                      |  |                   |
| 2005 |                 | 26e                  |  | 101e (UPT)        |
| 2006 |                 |                      |  |                   |
| 2007 |                 |                      |  |                   |